# Dicaeum dayakorum
Dicaeum dayakorum (лат.) — вид птиц семейства цветоедовых, обнаруженный в июне 2009 года на острове Калимантан. В 2019 его научно описали Saucier et al., 2019.
Представитель вида был замечен орнитологом Ричардом Вебстером, который в тот момент находился на подвесном мосту, протянутом между двумя гигантскими деревьями. Сделанные Вебстером фотографии были изучены в университете Лидса. В результате птица была признана новым, неизвестным ранее науке, видом. Характерной особенностью очкового цветососа, в связи с которой он и получил своё название, является наличие контрастирующих с общим сероватым окрасом небольших белых окружностей вокруг глаз. У птицы имеется также белая полоса на брюшке.